# الکس مور
الکس مور (به انگلیسی: Alex Moore،  زادهٔ ۱۸ اوت ۱۹۹۷) یک کشتی‌گیر آزادکار اهل کشور کانادا است. وی سابقه حضور در المپیک ۲۰۲۴ پاریس را دارد.